# Pterolophia serraticornis
Pterolophia serraticornis là một loài bọ cánh cứng trong họ Cerambycidae.